# Condició física
La condició física o forma física és la capacitat d'una persona per realitzar una activitat. També és el nivell d'energia i vitalitat que permet a les persones dur a terme les tasques diàries habituals, gaudir del temps de lleure actiu, afrontar les emergències imprevistes sense fatiga excessiva, i que també ajuda a evitar malalties hipocinètiques (derivades de la manca d'activitat física) i a desenvolupar el màxim de la capacitat intel·lectual tot experimentant plenament la joia de viure.
S'entén per condicionament físic el desenvolupament dels diferents components que incideixen en la condició física. Aquests components són les capacitats físiques bàsiques (força, velocitat. resistència i flexibilitat) i les capacitats psicomotrius (coordinació, agilitat i equilibri).
Hi ha també factors relacionats amb hàbits higiènics que incideixen en el nivell de condició física, ja que afecten els sistemes i aparells del cos humà; aquests hàbits són:
- Practicar una dieta equilibrada i variada
- Evitar la ingesta de substàncies que afecten negativament a l'organisme (begudes alcohòliques, drogues o tabac)
- Dormir entre 7 i 9 hores diàries

Per a millorar la condició física fa falta desenvolupar tant les capacitats físiques com les capacitats psicomotrius i mantenir els hàbits higiènics indicats. Quan s'entrena de manera raonable, es poden millorar les debilitats físiques, duent a l'harmonització de la condició física, i també a una disminució del temps necessari per a la recuperació del desgast físic.
Així mateix, la condició física pot ser amidada mitjançant proves que qualifiquen i categoritzen el nivell de les nostres capacitats físiques, la bateria eurofit és un exemple.